# С любимыми не расставайтесь
«С люби́мыми не расстава́йтесь» — советский художественный фильм режиссёра Павла Арсенова по сценарию драматурга Александра Володина.

## Название
В качестве названия взята наиболее известная строка из наиболее известного стихотворения Александра Кочеткова «Баллада о прокуренном вагоне».

## Сюжет
Простая история о мужчине и женщине.
Муж Митя (Александр Абдулов) перестаёт верить жене Кате (Ирина Алфёрова).
Он мучается, терзается ревностью, несмотря на то, что жена не изменяла. В результате они разводятся.
Катя вскоре после развода попадает в больницу.
Тихую, с потухшими глазами, навещает её Митя. Подходит к концу их больничное «свидание».
И вдруг она кричит, захлёбываясь рыданиями: «Я скучаю по тебе, Митя!!!».
Подозрения, сомнения, ревность — всё ушло. Осталась только любовь — настоящая, всепоглощающая, подвергшаяся жестокому испытанию и вновь обретшая себя.

## В ролях
(порядок как в титрах)
| Актёр                  | Роль                                                              |
| ---------------------- | ----------------------------------------------------------------- |
| Ирина Алфёрова         | Катя Лаврова                                                      |
| Александр Абдулов      | Митя Лавров                                                       |
| Людмила Дребнёва       | Ирина Григорьевна (Ира), подруга Мити                             |
| Руфина Нифонтова       | народный судья по бракоразводным процессам                        |
| Клара Лучко            | мать Ларисы Кирилашвили                                           |
| Лариса Лужина          | Миронова, разводящаяся жена                                       |
| Вера Орлова            | обменщица                                                         |
| Екатерина Васильева    | Никулина, разводящаяся мать с мальчиком                           |
| Екатерина Воронина     | Шумилова, разводящаяся жена                                       |
| Мария Стерникова       | отдыхающая в доме отдыха                                          |
| Валентина Грушина      | Лариса Кирилашвили (до замужества — Цветкова), разводящаяся жена  |
| Любовь Полехина        | Белова, жена, не дающая развод                                    |
| Леонид Куравлёв        | Валера, массовик-затейник                                         |
| Евгений Евстигнеев     | Хомак, сосед Вадима                                               |
| Борис Щербаков         | Вадим, фотограф, одноклассник Кати (роль озвучивает другой актёр) |
| Сергей Никоненко       | Шумилов, разводящийся муж-пьяница                                 |
| Валерий Носик          | отдыхающий в доме отдыха                                          |
| Юрий Назаров           | Миронов, разводящийся муж                                         |
| Георгий Епифанцев      | Белов, разводящийся муж                                           |
| Георгий Маргвелашвили  | Дато Кирилашвили, разводящийся муж                                |
| Александр Пороховщиков | Никулин, муж-отчим                                                |
| Инга Будкевич          | дама бальзаковского возраста                                      |
| Любовь Мышева          | судебный заседатель                                               |
| Вера Петрова           | дама бальзаковского возраста                                      |
| Юрий Романенко         | кавалер, пытавшийся ухаживать за Катей                            |
| Николай Смирнов        | судебный заседатель                                               |
| Елизавета Кузюрина     | эпизод (нет в титрах)                                             |
| Елена Тонунц           | эпизод (нет в титрах)                                             |
| Нина Ботнарь           | секретарь судебного заседания (нет в титрах)                      |

## Съёмочная группа
- Режиссёр: Павел Арсенов
- Сценарий: Александр Володин
- Оператор: Инна Зарафьян
- Художник: Николай Терехов
- Композитор: Евгений Крылатов
- Текст песни: Александр Градский
- Дирижёр: Константин Кримец
- Монтаж: Татьяна Малявина
- Костюмы: Людмила Строганова

## Награды
- 1980 — Всесоюзный кинофестиваль в Душанбе: первая премия жюри[1].